# دراکولای برام استوکر
دراکولای برام استوکر (به انگلیسی: Bram Stoker's Dracula) (همچنین با نام دراکولا) عنوان یک فیلم ترسناک-عاشقانه محصول ۱۹۹۲ ایالات متحده به کارگردانی فرانسیس فورد کوپولا است. این فیلم بر پایه رمان دراکولا اثر برام استوکر ساخته شده‌است. در این فیلم بازیگران برجسته‌ای همچون گری اولدمن در نقش کنت دراکولا، آنتونی هاپکینز در نقش پروفسور آبراهام ون هلسینگ، وینونا رایدر در نقش مینا هارکر و کیانو ریوز در نقش جاناتان هارکر نقش‌آفرینی کرده‌اند. دراکولای برام استوکر در مجموع مورد استقبال منتقدان قرار گرفت و در فروش نیز بسیار موفق بود. دراکولا با فروش جهانی برابر با ۲۱۵٬۸۶۲٬۶۹۲ دلار، بزرگ‌ترین موفقیت مالی تا آن زمان را به‌عنوان یک فیلم اقتباسی از رمان به‌دست‌آورد.

## داستان
رومانی، سال ۱۴۶۲. سلحشوری به نام «ولاد»، معروف به «دراکولا» (اولدمن) از نبرد با سپاهیان ترک بازمی‌گردد و می‌فهمد که همسرش، «الیزابتا» (رایدر)، به تصور مرگ او خودکشی کرده‌است. «دراکولا» ایمانش را رها می‌کند و خون‌آشام می‌شود. لندن، ۱۸۹۷. «جاناتان هارکر» (ریوز) به ترانسیلوانی اعزام می‌شود تا معاملهٔ املاکی در انگلستان را با «کنت دراکولا» به پایان برساند…

## بازیگران
| بازیگر           | نقش                                           |
| ---------------- | --------------------------------------------- |
| گری اولدمن       | کنت دراکولا/ولاد سوم                          |
| وینونا رایدر     | مینا «موری» هارکر/الیزابتا                    |
| آنتونی هاپکینز   | پروفسور آبراهام ون هلسینگ/کشیش/راوی اصلی فیلم |
| کیانو ریوز       | جاناتان هارکر                                 |
| ریچارد ئی. گرانت | دکتر جک سوارد                                 |
| کری الویس        | لرد آرتور هولموود                             |
| بیلی کمبل        | کوینسی پی. موریس                              |
| سیدی فراست       | لوسی وستنرا                                   |
| تام ویتس         | رنفیلد                                        |
| جی رابینسون      | آقای هاوکینز                                  |
| مونیکا بلوچی     | عروس دراکولا                                  |
| مایکلا برکو      | عروس دراکولا                                  |
| فلورینا کندریک   | عروس دراکولا                                  |

## جایزه‌ها
دراکولای برام استوکر برندهٔ سه جایزه اسکار شد. این جوایز عبارت‌اند از: جایزه اسکار بهترین طراحی لباس، جایزه اسکار بهترین تدوین صدا و جایزه اسکار بهترین چهره‌پردازی و آرایش مو. این فیلم در رشتهٔ بهترین طراحی هنری دکور نیز نامزد جایزهٔ اسکار شده‌بود.

## محصولات جانبی
این فیلم از سال ۱۹۹۹ به صورت دی‌وی‌دی برای پخش‌خانگی به بازار عرضه شد. همچنین تا کنون محصولات گوناگونی همچون بازی‌های تخته‌ای، بازی‌های ویدئویی سازگار با کنسول‌های مختلف، کتاب‌های کمیک استریپ و کارت‌های کلکسیون بر پایه این فیلم به بازار عرضه شده‌اند.